# ポラーブ語
ポラーブ語（ポラーブご、polab）はスラヴ語派の西スラヴ語群のうち、ポーランド語と同じくレヒト諸語に含まれる言語で、18世紀に死滅した。ポラーブ諸語とも。使用地域はオーデル川下流とエルベ川下流のあいだ近辺であった。言語名はエルベ川のスラヴ系名称に由来する（ポーランド語: Łaba, チェコ語: Labe）。17世紀から18世紀にかけてのものと思われる、ポラーブ語によるテキストが残されている。
ポラーブ語は7世紀から18世紀中ごろまで話されていたが、次第に低地ドイツ語に圧倒されていき、1756年、最後の話者である女性が亡くなったことで死滅した（ポラーブ語に関する知識の一部は1825年まで継承されていた）。18世紀にドイツ人がテキストに書き起こすまで、ポラーブ語は文語を持たなかった。また、地域による方言差がかなり激しかったため、「ポラーブ諸語」という名称を与えて単一の言語として扱わない見方もある。
表記にはラテン・アルファベットが用いられる。
同じスラヴ諸語の中でももっとも類似しているのはカシューブ語である。たとえば、曖昧母音のシュワーを持つことや、子音間での -ar- （「城塞」－ポラーブ語gord, ポーランド語gród）グループを持つことが挙げられる。また、k や g が、軟化した t や d に変化している (t'auchor 「調理師」、d'óra 「山」）。上ソルブ語とも共通する点が多く見られる。
またポラーブ語の晩年期には、それぞれの語が持つアクセントの位置が規則的でなくなる、アクセントの移動という現象が現われた。また、ひとつの語で多くの意味を表したり、ひとつの意味を多くの語で表すなど、語彙の統一性が低いという特徴もある。たとえば、zaīvët 「寿命、生涯」は「体」、「腹」をも意味し、rāt 「口」は「唇」、「くちばし」、「（動物の）鼻づら」も意味した。
ポラーブ語によるまとまった量のテキストはかなり少なく、内容も乏しい。もっとも有名なものは主の祈りと婚礼曲である。ポラーブ語の文語は、スラヴ語話者ではないドイツ人が作成したものであり、表記には混乱が見られる。そのうえ、すでにこの言語が晩年期を迎えて話者が老人ばかりになっていたこと、ドイツ語の影響が著しく、借用語もかなりの数に上っていたことを考慮すると、記述されたものがどこまでポラーブ語本来の姿を残しているかは不明である。

## ポラーブ語による主の祈り
Aita nos, tâ toi jis wâ nebesai, sjętü wordoj tüji jaimą; tüji rik komaj; tüja wüľa mo są ťüńot kok wâ nebesai tok no zemi; nosę wisedanesnę sťaibę doj nam dâns; a wütâdoj nam nose greche, kok moi wütâdojeme nosim gresnarem; ni bringoj nos wâ warsükongę; toi losoj nos wüt wisokag chaudag. Pritü tüje ją tü ťenądztwü un müc un câst, warchni Büzac, nekąda in nekędisa. Amen.
| 意味     | ポラーブ語          | 下ソルブ語 | 上ソルブ語   | チェコ語 | カシューブ語 | ロシア語          |
| 人間     | clawak, clôwak      | cłowjek    | čłowjek      | člověk   | człowiek     | человек [čelovék] |
| 夕方、晩 | vicer               | wjacor     | wječor       | večer    | wieczór      | вечер [véčer]     |
| 兄弟     | brot                | bratš      | bratr        | bratr    | brat         | брат [brat]       |
| 日       | dôn                 | źeń        | dźeń         | den      | dzéń         | день [denʹ]       |
| 手       | ręka                | ruka       | ruka         | ruka     | rãka         | рука [rúka]       |
| 秋       | prenja zaima, jisin | nazymje    | nazyma       | podzim   | jeséń        | осень [ósenʹ]     |
| 雪       | sneg                | sněg       | sneh         | sníh     | sniég        | снег [sneg]       |
| 夏       | lato                | lěśe       | lěćo         | léto     | lato         | лето [léto]       |
| 姉妹     | sestra              | sotša      | sotra        | sestra   | sostra       | сестра [sestrá]   |
| 魚       | ryba                | ryba       | ryba         | ryba     | rëba         | рыба [rýba]       |
| 火       | widin               | wogeń      | woheń        | oheň     | òdżiń        | огонь [ogónʹ]     |
| 水       | wôda                | woda       | woda         | voda     | wòda         | вода [vodá]       |
| 風       | wjôter              | wětš       | wětřik, wětr | vítr     | wiater       | ветер [véter]     |
| 冬       | zaima               | zymje      | zyma         | zima     | zëma         | зима [zimá]       |
| -------- | ------------------- | ---------- | ------------ | -------- | ------------ | ----------------- |